# Thomas Douglas-Powell
Thomas Ewen Douglas-Powell (ur. 16 września 1992 w Brisbane) – australijski siatkarz, grający na pozycji przyjmującego, reprezentant Australii.

## Sukcesy klubowe
Liga fińska:
- 2018

Liga portugalska:
- 2022[5]